# Вільям Росс Ешбі
Ві́льям Росс Е́шбі (англ. William Ross Ashby (6.09.1903 р., (Лондон, Англія) — 15.11.1972 р.) — англійський психіатр, фахівець з  кібернетики, піонер у дослідженні  складних систем.

## Біографія
Закінчив Кембриджський університет. З 1930 року працював психіатром. З 1947 по 1959 рік Ешбі був керівником досліджень в госпіталі Barnwood House Hospital в Глостері, Англія. У 1959-60 роках — директор Берденського нейрологічного інституту в Брістолі (Burden Neurological Institute). З 1960 року професор кібернетики та психіатрії Іллінойсського університету, Department of Electrical Engineering (Ерба, США). У 1971 році Ешбі став членом Королівського коледжу психіатрії.
Ешбі належить винахід гомеостата (1948), введення поняття  самоорганізації. Він сформулював закон про необхідність різноманіття, названий його ім'ям (закон Ешбі): «управління може бути забезпечене тільки в тому випадку, якщо різноманітність засобів керуючого (в даному випадку всієї системи управління) принаймні не менша, ніж різноманітність керованої ним ситуації».
Давид Самойлов згадує Ешбі у вірші «Вільний вірш».